# 정촌우회로
정촌우회로(Jeongchonuhoe-ro)는 경상남도 진주시 정촌면 화개 교차로와 가좌동 옥산 교차로를 잇는 경상남도의 도로이다. 순환로와 함께 진주시 국도대체우회도로를 이루고 있으며, 전 구간 국도 제2호선에 속한다.

## 연혁
- 2011년 6월 10일 : 진주시 내동면 독산리 ~ 가좌동 7.0km 구간을 자동차 전용도로로 지정[1]
- 2015년 12월 28일 : 도로명을 정촌우회로로 부여
- 2016년 3월 15일 : 진주시 국도대체우회도로의 유곡 ~ 정촌간 도로 및 정촌 ~ 호탄간 도로(진주시 내동면 독산리 ~ 가좌동) 3.48km 구간 개통, 기존 진주시내 10.48km 구간 폐지[2]

## 주요 경유지
경상남도
- 진주시 (정촌면 · 가좌동)

## 노선
- (■): 자동차 전용도로 구간

| 이름                    | 접속 노선                             | 소재지        | 소재지            | 비고              |
| 순환로와 직결           | 순환로와 직결                         | 순환로와 직결 | 순환로와 직결     | 순환로와 직결     |
| ----------------------- | ------------------------------------- | ------------- | ----------------- | ----------------- |
| 화개 교차로             | 국도 제3호선 국도 제33호선 (진주대로) | 진주시        | 정촌면            | 국도 제2호선 구간 |
| 가장육교                |                                       | 진주시        | 정촌면            | 국도 제2호선 구간 |
| 죽봉 교차로 (죽봉육교)  | 화개길194번길                         | 진주시        | 정촌면            | 국도 제2호선 구간 |
| 죽봉생태교              |                                       | 진주시        | 정촌면            | 터널              |
| 죽봉생태교              | 가호동                                | 진주시        |                   | 터널              |
| 옥산1육교               |                                       | 진주시        | 국도 제2호선 구간 |                   |
| 옥산 교차로 (옥산2육교) | 국도 제2호선 (진마대로)               | 진주시        | 국도 제2호선 구간 |                   |